# Nachal Chejk
Nachal Chejk (hebrejsky: נחל חיק, arabsky: Vádí Chik) je vádí v pohoří Karmel v Izraeli.

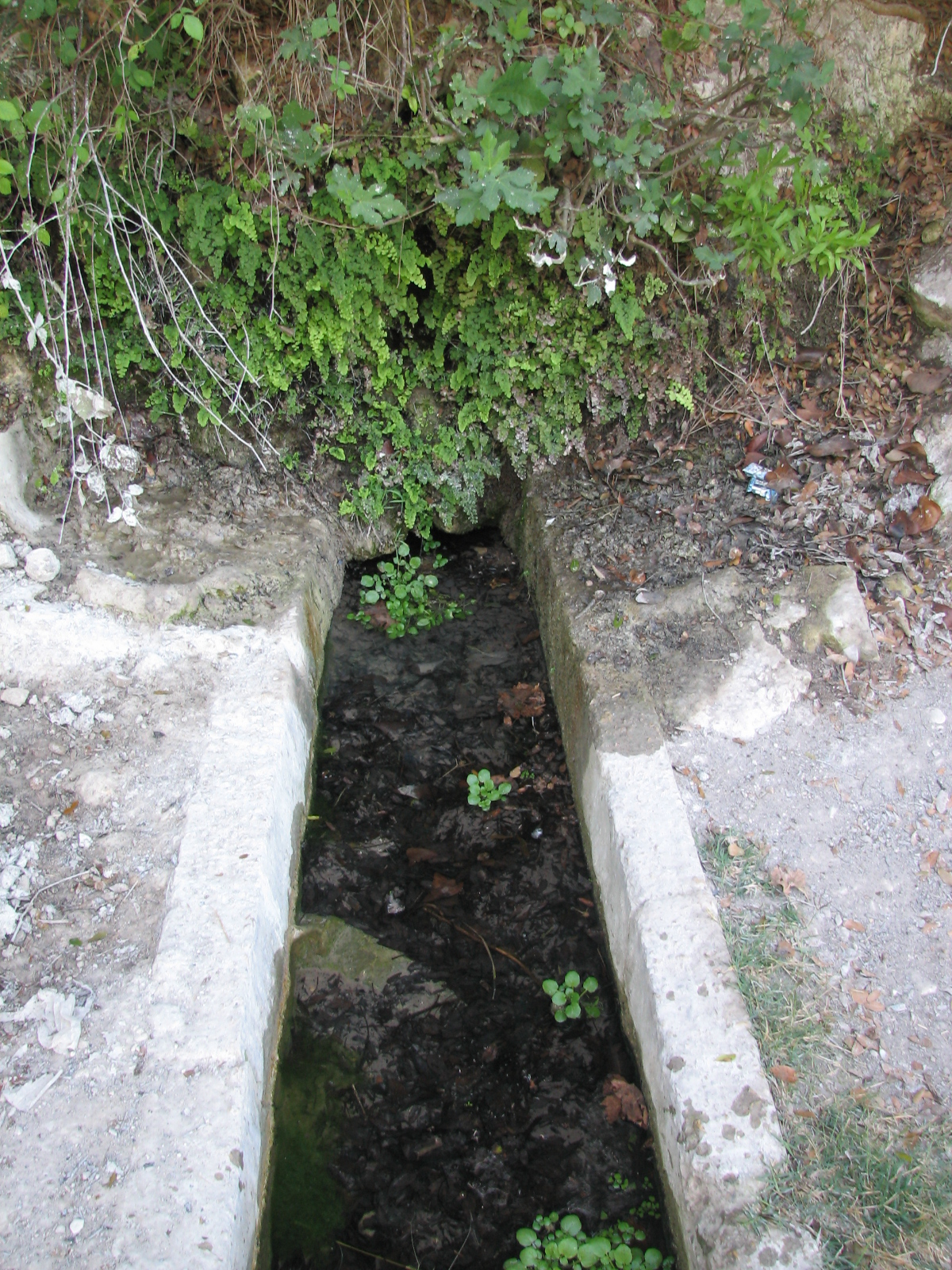
Pramen Ejn Chejk

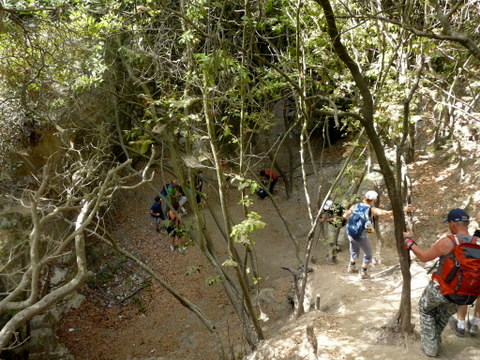
Sestup k Nachal Chejk

Začíná na hlavním hřebenu pohoří Karmel na západním okraji města Isfija. Směřuje pak k jihozápadu zalesněným údolím, na jehož konci ústí zprava do vádí Nachal Oren. Vádí je zapojeno do celostátně turisticky využívané izraelské stezky. V údolí se nachází několik strmých sekcí s vodopádem o výšce 4 metry a menším jezírkem, které se v zimním období plní vodou. Zdrojem vody je kromě srážek i zdejší pramen Ejn Chejk. V okolí jsou plochy lesních porostů tvořené eukalypty a duby.